# Пантелимон де Жос (Констанца)
Пантелимон де Жос (рум. Pantelimon de Jos) насеље је у Румунији у округу Констанца. Oпштина се налази на надморској висини од 69 m.

## Становништво
Према подацима из 2002. године у насељу је живело 281 становника, од којих су сви румунске националности.